# Oferta inicial de moedas
A oferta inicial de moedas, do inglês Initial Coin Offering (ICO) é um meio não regulamentado pelo qual um novo empreendimento ou projeto de criptomoeda pode arrecadar fundos vendendo moedas "recém-cunhadas". A prática é freqüentemente usada por startups para evitar o rigoroso e regulamentado processo de captação de capital exigido por investidores de risco ou bancos.

## Definição
ICO > é meio não regulamentado pelo qual os fundos são criados para um novo empreendimento em criptomoeda. Uma oferta inicial de moedas é usada por startups para evitar o rigoroso e regulamentado processo de captação de capital exigido por investidores de risco ou bancos.
As ICOs são semelhantes aos  IPOs e crowdfunding. Como nas IPOs, uma participação da startup ou da empresa é vendida para arrecadar dinheiro para as operações da entidade durante uma campanha ICO. No entanto, enquanto os IPOs lidam com investidores, as ICOs lidam com entusiastas que estão interessados em investir em um novo projeto, como em um evento de crowdfunding. Mas as ICOs diferem do crowdfunding. Nas ICOs, os patrocinadores são motivados por um retorno prospectivo em seus investimentos, enquanto, no crowdfunding, os fundos arrecadados são basicamente doações. Por estas razões, as ICOs são referidas como crowdsales.

## Como funciona
Em uma campanha ICO, uma porcentagem da criptomoeda é vendida para os primeiros apoiadores do projeto em troca de uma moeda corrente ou outras moedas criptográficas, normalmente  bitcoins ou  ethers, a criptomoeda nativa da rede Ethereum.
Antes de iniciar uma campanha, uma startup geralmente cria um plano em um white paper sobre o que o projeto trata, o que o projeto irá cumprir após a conclusão, quanto dinheiro é necessário para o empreendimento e por quanto tempo a campanha ICO será executada, entre outras informações importantes.
Durante a campanha, entusiastas e adeptos podem comprar alguns dos tokens distribuídos, que são semelhantes às ações de uma empresa vendida aos investidores em uma transação de oferta pública inicial (IPO), porém a aquisição dos tokens não os tornam em acionistas.
Se o dinheiro arrecadado não atender aos fundos mínimos exigidos pelas startups, o dinheiro é devolvido aos patrocinadores e a ICO é considerada sem êxito.

## História das ICOs
A primeira ICO foi lançada para Mastercoin em 2013, uma criptomoeda construída sobre a blockchain do bitcoin. A ICO da Mastercoin conseguiu arrecadar mais de US $ 5 milhões. Ainda no mesmo ano, foi lançada a ICO da NXL, um projeto que arrecadou 21 BTC - bitcoins, que valiam na época cerca de US $ 6 mil.
Após o sucesso da Mastercoin, outras empresas de criptomoeda seguiram o exemplo. Ethereum - que é uma das maiores altcoins do mundo de hoje  - teve sua ICO em 2014, e a Wave teve sua ICO em 2016. A Ethereum arrecadou mais US $ 18 milhões de sua ICO, enquanto a Wave arrecadou mais US $ 16 milhões.
Em 2016, as ICOs se tornaram a maneira dominante de financiar novos projetos de criptomoedas. Ao todo, foram 64 ICOs lançadas, excluindo aquelas que arrecadaram menos de US $ 30 mil e as que tiveram todo valor arrecadado devolvido. Juntas, essas 64 ICOs arrecadaram US $ 103 milhões.
Com base no sucesso desses três empreendimentos, as ICOs são cada vez mais vistas como uma maneira eficiente de iniciar projetos de criptomoeda. O público apoiará uma criptomoeda com uma sólida equipe de desenvolvimento, forte base tecnológica e estrutura corporativa transparente.

## ICOs mais notáveis atualmente[18]

### Waves
Waves é uma plataforma descentralizada que usa tokens criptográficos personalizados para representar valor. Ela arrecadou 29,634 BTC (US $ 16 milhões) em sua ICO em julho de 2016 vendendo de 85 milhões de sua mesma moedas (WAVES).
Waves é utilizada para emissão, transferência e negociação de ativos ou token personalizado usando uma blockchain.  Ela oferece uma plataforma em grande escala para crowdfunding descentralizado, gerenciamento de comunidades e comunicação criptografada.

### Gnosis
Em abril de 2017, a Gnosis, uma startup que está construindo uma plataforma para mercados de previsão sobre o Ethereum, arrecadou 250.000 ETH (no valor de US $ 12,5 milhões no momento) em menos de 15 minutos, dando ao projeto uma avaliação de US $ 300 milhões.
A Gnosis possui sua própria criptomoeda nativa chamada WIZ. No entanto, durante a ICO, os investidores receberam um token chamado GNO, o qual pode ser bloqueado por um período fixo de tempo e trocado tokens WIZ.
A Gnosis vendeu 5% dos seus 10 milhões de tokens GNO aos investidores por US $ 30 cada, tornando-se a moeda digital mais cara oferecida em uma venda inicial, de acordo com o co-fundador Martin Koppelmann.

### TokenCard
O TokenCard do Monolith Studio encerrou sua ICO no mesmo dia em que foi aberta, 02 de maio de 2017, depois de superar seu objetivo de crowdsale em apenas meia hora.
TokenCard é um cartão de débito utilizável em terminais de pagamento em todo o mundo, incluindo caixas eletrônicos. Os clientes do TokenCard financiam seu próprio cartão com subsídios das carteiras de contrato compatíveis com ERC20.
No lançamento, o TokenCard permitirá aos usuários financiar seu cartão com ETH e até cinco outras criptomoedas. O seu token subjacente, o TKN, é financiado por taxas da rede Token Card.

### Golem
No final de 2016, a Golem, o primeiro mercado global descentralizado de poder computacional, arrecadou 820.000 ETH (mais de US $ 8,6 milhões) em apenas 29 minutos para o Token da Rede Golem (GNT).
Apontado como o "Airbnb para computadores", o Golem é uma rede peer-to-peer que permite aos proprietários de aplicativos e usuários individuais alugarem os recursos de máquina de outros usuários. Os proprietários das máquinas são pagos em criptomoedas. Os usuários são igualmente privilegiados na rede .

### ChronoBank
O ChronoBank, um projeto destinado a transformar a indústria de recursos humanos e recrutamento, arrecadou US $ 5,4 milhões em sua ICO no início de 2017.
O ChronoBank está criando uma plataforma de recrutamento baseada em blockchain que busca inovar na indústria através do uso de criptomoedas baseada no tempo.
O desenvolvimento no pipeline inclui o progresso nas capacidades de contratos inteligentes do ChronoBank, hospedado na blockchain do Ethereum, bem como ChronoWallets para Waves e a plataforma NEM.
O token TIME da ChronoBank foi recentemente adicionado para negociação na plataforma de troca Lykke.

### Humaniq
Em abril de 2017, a Humaniq, um projeto destinado a fornecer serviços financeiros aos não-bancarizados, arrecadou mais de US $ 5,1 milhões em sua OIC com mais de 11.600 participantes e uma contribuição média de US $ 430.
Humaniq visa trazer novos serviços móveis de inclusão financeira e educação para ajudar os dois bilhões de pessoas não-bancarizadas no mundo que têm acesso limitado ou não à economia digital. Ela está trabalhando para fornecer uma plataforma peer-to-peer que tira vantagens da blockchain do Ethereum e a  tecnologia biométrica.
A Humaniq aderiu recentemente ao programa de inovação aberta do Barclays, Rise in London.